# Paul Chan Mo-po
Paul Chan, de son vrai nom Chan Mo-po (陳茂波, né le 18 mars 1955) est l'actuel secrétaire aux finances et l'ancien secrétaire au développement (en) de Hong Kong. Il a également été membre du Conseil législatif de Hong Kong (circonscription fonctionnelle de la comptabilité).
Comptable de métier, il est l'ancien président de l'Institut des experts-comptables certifiés de Hong Kong (en).

## Biographie
Chan est l'aîné d'une famille de quatre personnes et a grandi dans un quartier populaire d'immigrants jusqu'à l'incendie de Shek Kip Mei (en) en 1953. Il est admis à l'université chinoise de Hong Kong, où il obtient un diplôme en comptabilité. À une certaine époque, il travaille de jour au département des recettes intérieures et de nuit comme conférencier. Il crée par la suite son propre cabinet comptable.
Il a également étudié à la Harvard Business School. En tant qu'ancien président de l'Institut des experts-comptables certifiés de Hong Kong (en), il représentait la circonscription fonctionnelle de la comptabilité et est élu au Conseil législatif de Hong Kong en 2008.
Il est nommé secrétaire au développement (en) et entre dans l'administration Leung le 30 juillet 2012 à la place de Mak Chai-kwong (en), qui a démissionné au début du mois en raison d'un scandale de fraude aux allocations logement.
Chan est directeur général de Paul Chan & Partners, Hong Kong Limited. Il est également directeur non-exécutif indépendant pour plusieurs sociétés cotées à Hong Kong.
Le 3 juillet 2020, l'agence de presse chinoise Xinhua, annonce la création officielle du Comité pour la sauvegarde de la sécurité nationale de la région administrative spéciale de Hong Kong. Il y a 10 membres du comité, dont Chan en tant que secrétaire aux finances de Hong Kong.
Il est marié à Frieda Hui avec qui il a un fils et une fille.

### Scandale des appartements subdivisés
En tant que secrétaire au développement, Paul Chan est responsable du département des bâtiments, dont la mission comprend le traitement des structures illégales. Il est rapidement impliqué dans un scandale lorsqu'il est découvert que sa femme, Frieda Hui, par l'intermédiaire d'une société dont il était l'un des anciens directeurs, est devenue propriétaire de plusieurs propriétés qui avaient été illégalement subdivisées,,. Chan nie avoir eu connaissance de ces propriétés subdivisées et déclare qu'en tout état de cause il avait cessé d'être administrateur de la société détenant les propriétés en 1997. Après avoir reçu des avis de rectification du département du bâtiment, il a déclaré que les locataires avaient subdivisés les propriétés en violation de leurs baux.
Le journal Ming Pao révèle ensuite qu'entre 1994 et 1996, la compagnie Harvest Charm Development avait acquis un total de 10 anciens appartements à Tai Kok Tsui (en) et en Jordanie, tandis que Chan et son épouse Frieda étaient directeurs. Il est prouvé que cinq de ces propriétés avaient été subdivisées. Devant les faits, Chan déclare que son démenti initial signifiait qu'il n'avait « aucune connaissance de l'état actuel [de ces propriétés], ».
Son silence initial, puis plusieurs déclarations publiques contradictoires sur la question qui sont largement considérées comme trompeuses, ont conduit à des appels à sa démission. Le Ming Pao écrit que Chan doit restaurer la confiance du peuple en lui en « présentant des preuves convaincantes qu'il n'a pas l'intention de tromper le public ». Le coordinateur du Conseil exécutif met également en doute la crédibilité de Chan et l'impact du scandale sur la crédibilité du gouvernement. Chan promet que lui et sa femme ne feraient pas d'autres investissements sur le marché immobilier et céderaient leurs actions dans Harvest Charm Development, la société au centre de la controverse,,.

### Scandale des terrains de développement
En juillet 2013, Chan est de nouveau l'objet de controverses lorsque le Apple Daily révèle que lui-même ou sa famille a un intérêt dans une parcelle de terrain à Kwu Tung (en) dans les Nouveaux Territoires que le gouvernement avait l'intention de développer. Chan était chargé de faire avancer le projet et est accusé de conflit d'intérêts et de défaut de divulgation. Dans une chronique dans The Standard, il est remarqué que, à l'exception de Regina Ip, toutes les autres figures pro-établissement sont soit restées silencieuses, soit se sont éloignées de Chan sur la question.
La signature de Chan apparaît sur le contrat d'achat initial d'un terrain de 20 000 pieds carrés de terres agricoles près de Sheung Shui (en). L'opération est finalisée par une société dans laquelle sa femme détient des actions. Chan déclare que le terrain avait été acquis en 1994 pour un coût de 350 000 HK$ pour les loisirs de la famille. Selon un exposé du Apple Daily, le terrain acquis en 1994 par Chan/Hui via un réseau de sociétés enregistrées à l'étranger, qui comprenait 37,5% du capital détenu par Orient Express Holdings Ltd., enregistré aux Îles Vierges britanniques, et Orient Express, était détenu par Frieda Hui (90%) et leur fils, James (10%). Paul Chan, prétendant être le propriétaire d'une parcelle de terrain, a perçu un loyer en 1996 et a délivré un reçu à un villageois qui l'utilisait pour cultiver. Chan l'a signé avec une partie de la société Statement Industries Ltd,. Il affirme ne pas se souvenir s'il était le propriétaire du terrain et déclare avoir informé le chef de l'exécutif de l'achat lorsqu'il a pris connaissance du projet du gouvernement de développer une nouvelle ville en septembre 2012, et a également informé le Conseil exécutif. Sa femme a ensuite vendu sa participation de 37,5% à sa famille le mois suivant. Les membres du conseil exécutif ne sont pas tenus de déclarer les intérêts de leur conjoint ou de leur famille,. Selon le Apple Daily, la participation de 37,5% de la propriété détenue par Oriental Express est vendue à son frère le 10 octobre au prix de 2,7 millions HK$ et avec un bénéfice d'environ 2 millions HK$. Bien que Chan ait affirmé qu'il s'agissait d'une transaction sans lien de dépendance, le prix est estimé à la moitié du prix d'achat obligatoire. Certains législateurs et experts ont demandé à Chan de se retirer du projet en raison de son conflit d'intérêts potentiel, mais il a refusé,.

### Affaire de diffamation
En septembre 2014, le secrétaire au développement et son épouse sont reconnus coupables de diffamation.
En 2012, sa femme Frieda Hui Po-ming avait envoyé un total de six courriels entre le 1er et le 16 décembre 2011 à la Chinese International School (en) et à environ 10 autres parents d'élèves de 13e année alléguant que Jonathan Lu et sa sœur jumelle, Caitlin, avaient triché aux tests d’économie. Les courriels alléguaient également que leur père Carl, qui était parent avec le directeur de l'école, avait tenté d'étouffer l'incident. Quatre des courriels ont été rédigés après que le chef de la section de l'école l'ait informée de deux enquêtes qui avaient disculpé les jumeaux. Elle a écrit une autre lettre accusatoire le 16 décembre, le lendemain du jour où l'école avait conclu une troisième enquête et avait publiquement diffusé une circulaire à tous les élèves sur les résultats.
Au cours du procès, Chan tente de démonter que sa femme est entièrement responsable des courriels, ce qui lui a valu d'être caricaturé pour avoir de nouveau utilisé la défense « BMW » - acronyme pour Blame My Wife (« Accuser ma femme »),. Cependant, les plaignants ont soutenu avec succès que Paul Chan était complice de la tentative d'assassinat de personnage, car il était cosignataire, son adresse électronique du Conseil législatif avait été copiée sur la correspondance. Dans les courriels, Hui a utilisé la profession de son mari en tant que législateur pour tirer parti de ses accusations,.
À la fin de l'affaire, le juge a conclu qu'il n'y avait eu aucune preuve réelle étayant les accusations de Chan et de sa femme. La Haute Cour a ordonné au couple de verser des dommages-intérêts aux plaignants d'un montant de 230 000 HK$.